# Росіянівська сільська рада
Коза́цька сільська́ ра́да — колишня адміністративно-територіальна одиниця та орган місцевого самоврядування у Захарівському районі Одеської області. Адміністративний центр — село Козацьке.

## Загальні відомості
Козацька сільська рада утворена 25 жовтня 1991 року.
- Територія ради: 46,43 км²
- Населення ради: 728 осіб (станом на 2001 рік)

## Населені пункти
Сільській раді підпорядковані населені пункти:
- с. Козацьке

## Населення
За переписом населення 2001 року в сільській раді мешкало 726 осіб.

### Мова
Розподіл населення за рідною мовою за даними перепису 2001 року:
| Мова       | Відсоток |
| ---------- | -------- |
| українська | 94,51 %  |
| молдовська | 3,02 %   |
| російська  | 1,92 %   |
| болгарська | 0,27 %   |
| білоруська | 0,14 %   |

## Склад ради
Рада складається з 12 депутатів та голови.
- Голова ради: Цопа Олена Євгенівна

### Керівний склад попередніх скликань
| Прізвище, ім'я, по батькові | Основні відомості                                                               | Дата обрання | Дата звільнення |
| --------------------------- | ------------------------------------------------------------------------------- | ------------ | --------------- |
| Бабенко Сергій Іванович     | Сільський голова, 1962 року народження, освіта середня спеціальна               | 26.03.2006   | 31.10.2010      |
| Бабенко Сергій Іванович     | Сільський голова, 1962 року народження, освіта середня спеціальна, безпартійний | 31.10.2010   | 01.04.2014      |
| Цопа Олена Євгенівна        | Сільський голова, 1983 року народження, освіта вища, безпартійний               | 26.10.2014   |                 |

Примітка: таблиця складена за даними сайту Верховної Ради України

### Депутати
За результатами місцевих виборів 2010 року депутатами ради стали:

#### За суб'єктами висування
| Суб'єкт висування            | Кількість обраних депутатів | %    |
| ---------------------------- | --------------------------- | ---- |
| Партія регіонів              | 7                           | 58,3 |
| Соціалістична партія України | 3                           | 25   |
| Самовисування                | 2                           | 16,7 |

#### За округами
| № округу                     | Прізвище, ім'я, по батькові   | Дата визнання обраним | Освіта             | Партійна приналежність | Відомості про обраного депутата                          |
| ---------------------------- | ----------------------------- | --------------------- | ------------------ | ---------------------- | -------------------------------------------------------- |
| Партія регіонів              |                               |                       |                    |                        |                                                          |
| 2                            | Цопа Світлана Анатоліївна     | 03.11.2010            | середня спеціальна | член Партії регіонів   | Козацький фельдшерсько-акушерський пункт, медична сестра |
| 4                            | Швидка Ольга Миколаївна       | 03.11.2010            | вища               | член Партії регіонів   | Козацька загальноосвітня школа І-ІІІ ст., вчитель        |
| 5                            | Стребницька Ірина Вікторівна  | 03.11.2010            | середня            | член Партії регіонів   | тимчасово не працює                                      |
| 6                            | Цопа Олена Євгенівна          | 03.11.2010            | середня спеціальна | позапартійна           | Козацька сільська рада, секретар                         |
| 7                            | Парфенюк Людмила Павлівна     | 03.11.2010            | середня            | член Партії регіонів   | тимчасово не працює                                      |
| 9                            | Михайлова Степанида Микитівна | 03.11.2010            | середня            | член Партії регіонів   | Козацька загальноосвітня школа І-ІІІ ст., кухар          |
| 11                           | Яковлєв Павло Ігнатович       | 03.11.2010            | середня            | член Партії регіонів   | тимчасово не працює                                      |
| Соціалістична партія України |                               |                       |                    |                        |                                                          |
| 1                            | Левицька Тетяна Іванівна      | 03.11.2010            | середня            | позапартійна           | Козацька сільська рада, охоронець                        |
| 3                            | Москальова Олена Сергіївна    | 03.11.2010            | вища               | позапартійна           | Козацька загальноосвітня школа І-ІІІ ст., вчитель        |
| 10                           | Гиренко Валентина Іванівна    | 03.11.2010            | середня спеціальна | позапартійна           | Козацька сільська рада, бухгалтер                        |
| Самовисування                |                               |                       |                    |                        |                                                          |
| 8                            | Бабенко Іван Іванович         | 03.11.2010            | середня            | позапартійний          | тимчасово не працює                                      |
| 12                           | Малєвська Тетяна Миколаївна   | 03.11.2010            | середня спеціальна | позапартійна           | Козацька загальноосвітня школа І-ІІІ ст., кухар          |